# سامر اسلم (۲۰۱۴)
سامر اسلم (۲۰۱۴) (به انگلیسی: SummerSlam (2014)) یک رویداد غیر رایگان (Pay-Per-View) در کشتی حرفه‌ای است که توسط کمپانی دبلیودبلیوئی تهیه می‌شود و این دوره‌اش هم در ۱۷ اوت ۲۰۱۴ در مجموعه ورزشی استیپلز سنتر شهر لس آنجلس ایالت کالیفرنیا برگزار شد. این، بیست‌وهفتمین سامر اسلم سالانه و ششمین سامر اسلمی بود که به‌طور متوالی در ورزشگاه استیپلز سنتر برگزار می‌شد.
در مسابقه اصلی، براک لزنر با زدن ۱۶ جرمن سوپلِکس و ۲ بار اِف۵ جان سینا را در هم شکست تا کمربند قهرمانی دبلیودبلیوئی سنگین‌وزن جهان را بار دیگر به‌دست‌آورد و تنها شخصی باشد که هر سه عنوان قهرمانی دبلیودبلیوئی، یواف‌سی و ان‌سی‌ای‌ای را برده باشد. همچنین استفنی مک‌ماهون-که آخرین مسابقه‌اش را ۱۰ سال پیش انجام داده بود- طی مسابقه‌ای به مصاف بری بلا رفت و او را شکست داد.

## زمینه‌سازی

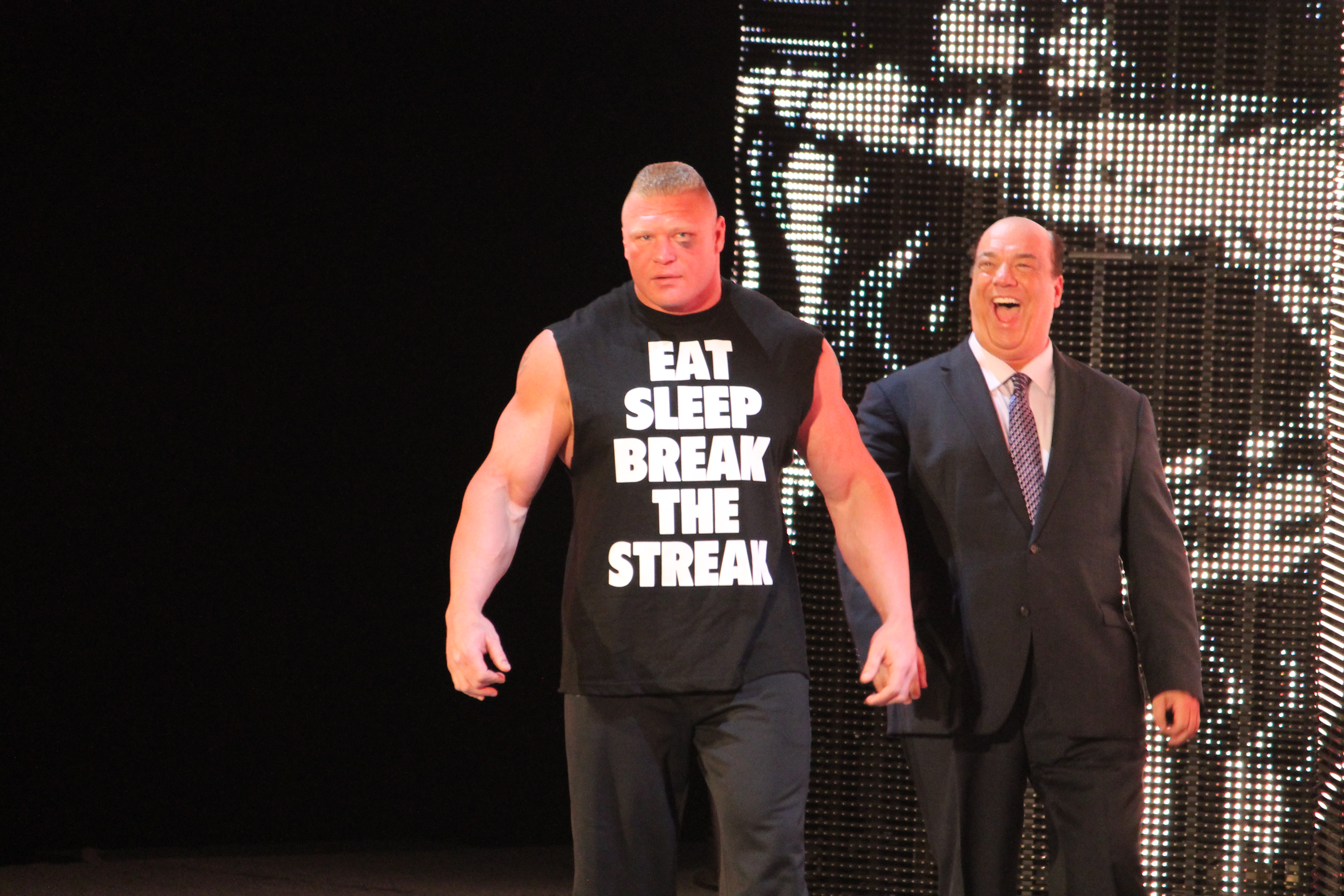
براک لزنر و پائول هیمن اوریل 2014.

سامر اسلم شامل مسابقاتی بین دشمنی‌های موجود، ماجراهای پیش آمده و استوری‌هایی خواهد بود که پیش از این در برنامه‌های راو یا اسمک داون پخش شده بود. کشتی‌گیرها با توجه به مسابقات یا سری اتفاقاتی که برایشان رخ می‌دهد و تنش را به حد اکثر می‌رساند، نقش منفی یا قهرمان به خود می‌گیرند.
در رزمگاه، جان سینا با شکست رندی اورتن، کین و رومن رینز توانست کمربند دبلیودبلیوئی سنگین‌وزن جهان خود را حفظ کند. شب بعد در راو، براک لزنر بازگشت و قرار شد در سامراسلم برای قهرمانی کمربند دبلیودبلیوئی سنگین‌وزن جهان با سینا روبرو شود.
در راو ۳۰ ژوئن، کریس جریکو بازگشتی غیرمنتظره داشت ولی با حمله ناگهانی خانواده وایت روبرو شد که این منجر به ثبت مسابقه‌ای بین بری وایت و جریکو در رزمگاه شد و جریکو در آن پیروز شد. در راو ۲۱ ژوئیه، جریکو قصد داشت که بخش های‌لایت ریل که خودش در راو مجری آن است را با حضور بری وایت اجرا کند که بری و خانواده، او را در رختکن کتک زدند و مصدوم کردند. در راو ۲۸ ژوئیه، تریپل ایچ به‌طور رسمی مسابقه مجدد جریکو-وایت در سامر اسلم را اعلام کرد. در اسمک‌داون ۱ اوت، اگر جریکو در مسابقه‌اش با اریک روئن، بر او غلبه می‌کرد، روئن باید در سامراسلم از حضور کناررینگ در مسابقه بری با جریکو محروم می‌شد که همین‌طور هم شد و جریکو او را شکست داد. در راو ۴ اوت، جریکو بعد از دخالت بری وایت، مقابل لوک هارپر با تسلیم(Disqualification) به پیروزی رسید تا هارپر هم از حضور در کنار رینگ در سامراسلم محروم شود.
در پی‌بک، بری بلا مجبور به ترک دبلیودبلیوئی شد چون سرپرست دبلیودبلیوئی یعنی استفنی مک‌ماهون دنیل براین را مجبور کرده بود که یا عنوان قهرمانی‌اش را پس دهد یا بری بلا اخراج می‌شود. بری بلا برای اینکه اخراج نشود خودش اعلام خروج کرد و یک سیلی به صورت استفنی زد. بعد از این ماجرا، استفنی برای تلافی این کار بری، نیکی بلا (خواهر بری) را به‌طور مرتب در مسابقات نابرابر قرار می‌داد که این باعث شکست و کتک خوردن مداوم نیکی می‌شد. در راو ۲۱ ژوئیه، بری به عنوان یک تماشاگر بازگشت و پشت حفاظ تماشاگران قرار گرفت تا از خواهش نیکی حمایت کند ولی استفنی به کنار حفاظ آمد و به او یک سیلی زد. بعدتر در همان قسمت، استفنی توسط پلیس محلی به جرم تهدید و خشونت فیزیکی دستگیر شد (چون بری بلا بلیط خریده بود و به عنوان تماشاگر حاضر شده بود و عضوی از کمپانی نبود). در راو ۲۸ اوت، استفنی دوباره بری را استخدام کرد تا شاید بری از شکایاتش منصرف شود ولی بری یک چیز دیگر هم می‌خواست؛ مسابقه با استفنی در سامراسلم. استفنی سرانجام مجبور به پذیرش این درخواست شد. در راو ۱۱ اوت، استفنی شخصی به نام مگان میلر را که فیزیوتراپیست براین بود به درون رینگ فراخواند و او اعتراف کرد که با براین رابطه نامشروع داشته‌است؛ بری که خشمگین شده بود وارد رینگ شد و قبل از حمله‌ور شدن به استفنی، یک سیلی به مگان زد. بعدتر در همان شب، بعد از اینکه استفنی اعلام کرد مگان از بری به پلیس شکایت کرده‌است بری توسط پلیس بازداشت شد.
دشمنی روسف و جک سوئگر بعد از رزمگاه هم ادامه پیدا کرد. در اسمک‌داون ۱ اوت (که ۲۹ ژوئیه ضبط شد)، سوئگر مقابل سزارو قرار گرفت که در پایان مسابقه، لانا و روسف وارد شدند؛ لانا از جانب روسف، سوئگر را به یک مسابقه در سامراسلم طلبید که زب کلتر آن را پذیرفت و بدین ترتیب یک مسابقه پرچم در سامراسلم بین روسف و سوئگر ثبت شد.
در رزمگاه، ای‌جی لی با شکست پیج کمربند قهرمانی خود را از او پس گرفت. در راو ۲۱ ژوئیه، بعد از اینکه پیج و ای‌جی مقابل ناتالیا و اما پیروز شدند، پیج به ای‌جی حمله‌ور شد. در راو ۲۸ ژوئیه، ای‌جی مقابل پیج قرار گرفت و به او حمله کرد. در اسمک‌داون ۱ اوت، بعد از اینکه ای‌جی در مسابقه‌اش با رزا مندز پیروز شد و بر روی سکوی ورودی ایستاد تا کمربندش را نشان دهد، پیج از پشت به او ضربه زد و او را به پایین پرت کرد که این ضربه باعث جابجایی مهره گردن او شد. در ۴ اوت، وب‌گاه WWE.Com اعلام کرد که ای‌جی باید در سامراسلم از کمربندش در مقابل پیج دفاع کند.
در راو ۲۱ زوئیه، بعد از اینکه تریپل ایچ اعلام کرد رقیب جان سینا بر سر کمربند قهرمانی، رندی اورتن است رومن رینز وارد شد و به اورتن حمله کرد و باعث تغییر نظر تریپل ایچ شد. هفته بعد در راو ۲۸ ژوئیه، اورتن به رینز که می‌خواست با کین مسابقه دهد حمله‌ور شد و به شدت او را کتک زد. در اسمک‌داون ۱ اوت، اورتن رومن رینز را به مبارزه در سامراسلم طلبید. در ۴ اوت، وب‌گاه WWE.Com اعلام کرد که رینز باید در سامراسلم مقابل اورتن قرار بگیرد.
در رزمگاه، د میز با بیرون انداختن آخرین نفر یعنی دولف زیگلر در یک مسابقه بتل رویال موفق به گرفتن کمربند بین قاره‌ای شد. در راو ۲۱ ژوئیه، زیگلر در یک مسابقه بدون عنوان قهرمانی، د میز را شکست داد. در ۴ اوت، وب‌گاه WWE.Com اعلام کرد که د میز باید در سامراسلم از کمربندش در مقابل دولف زیگلر دفاع کند.
در رزمگاه، سث رولینز مقابل دین امبروز با جریمه (Forfeit) پیروز مسابقه اعلام شد و دین امبروز به دستور تریپل ایچ از ورزشگاه بیرون انداخته شد؛ دلیل این کار این بود که امبروز قبل از شروع مسابقه‌اش، به رولینز حمله کرده بود. در راو ۴ اوت، تریپل ایچ اعلام کرد که رولینز و امبروز در سامراسلم مقابل هم قرار می‌گیرند. او همچنین اعلام کرد که امبروز و رولینز به‌ترتیب در همان قسمت راو در یک مسابقه زدن ساعت(Beat the Clock Match) مقابل آلبرتو دل ریو و راب ون دم قرار می‌گیرند و برنده این اختیار را خواهد داشت تا نوع مسابقه خود در سامراسلم را تعیین کند. امبروز با ثبت زمان ۱۵:۴۲ موفق به شکست دل ریو شد. هیث اسلیتر در آخرین لحظه جایگزین ون دم شد؛ با این‌حال رولینز از اسلیتر شکست خورد تا تصمیم‌گیری در مورد نوع مسابقه به امبروز واگذار شود. در اسمک‌داون ۸ اوت، امبروز اعلام کرد نوع مسابقه‌اش با رولینز، مسابقه لامبرجک خواهد بود.

## نتایج
| #             | مسابقه                                                                   | نوع مسابقه                                                         | مدت زمان |  |
| ------------- | ------------------------------------------------------------------------ | ------------------------------------------------------------------ | -------- |  |
| مسابقه آغازین | راب ون دم پیروز مقابل سزارو                                              | مسابقه تک‌نفره                                                      | ۸:۰۵     |  |
| ۱             | دولف زیگلر پیروز مقابل د میز (قهرمان کنونی)                              | مسابقه تک نفره برای قهرمانی کمربند بین قاره‌ای                      | ۷:۵۲     |  |
| ۲             | پِیج پیروز مقابل ای‌جی لی (قهرمان کنونی)                                   | مسابقه تک نفره برای قهرمانی کمربند دیواز                           | ۴:۵۷     |  |
| ۳             | روسف (با همراهی لانا) پیروز مقابل جک سوئگر (با همراهی زب کلتر) با ناک‌اوت | مسابقه پرچم                                                        | ۸:۵۵     |  |
| ۴             | سث رولینز پیروز مقابل دین امبروز                                         | مسابقه لامبِرجَک                                                     | ۱۰:۵۲    |  |
| ۵             | بری وایت پیروز مقابل کریس جریکو                                          | مسابقه تک‌نفره؛ اریک روئن و لوک هارپر از حضور کنار رینگ محروم هستند | ۱۲:۵۷    |  |
| ۶             | استفنی مک‌ماهون پیروز مقابل بری بلا                                       | مسابقه تک‌نفره                                                      | ۱۰:۱۶    |  |
| ۷             | رومن رینز پیروز مقابل رندی اورتن                                         | مسابقه تک نفره                                                     | ۱۶:۱۷    |  |
| ۸             | براک لزنر (با همراهی پل هیمن) پیروز مقابل جان سینا                       | مسابقه تک نفره برای قهرمانی کمربند دبلیودبلیوئی سنگین‌وزن جهان      | ۱۶:۰۶    |  |

## بازخورد منتقدین
دیو ملتزر از Wrestling Observer Newsletter به مسابقه اصلی بین لزنر و سینا نمره ۴٫۲۵ از ۵ داد و آن را بهترین مسابقه این رویداد دانست؛ او همچنین به مسابقه رینز و اورتن نمره ۴ و به مسابقه لامبرجک نمره ۳٫۷۵ داد؛ مسابقه آغازین بین راب ون دم و سزارو هم از سوی او نمره ۳٫۲۵ دریافت کرد.با این حال مردم مسابقه مسابقه جان سینا دانسته اند نه از نظر نمایش بلکه از نظر این که جان سینا فقط کتک خورد.

## پسایند
شب بعد در راو، استفنی مک‌ماهون با موزیک ورودی دنیل براین وارد صحنه شد تا پیروزی خود را جشن بگیرد. او همچنین نیکی بلا را فراخواند تا پشت کردن وی به خواهر خودش یعنی بری را توجیه کند. نیکی گفت این دو خواهر قرار بود یک تیم باشند ولی او همیشه از اعمال بری احساس خیانت می‌کرد. بری وارد رینگ شد و به نیکی گفت علت کار او را نمی‌داند ولی با این وجود، او را خواهد بخشید که نیکی ناگهان به او سیلی زد و گفت او بری را نمی‌بخشد و اینکه آندو دیگر خواهر نیستند و بری با گریه از رینگ خارج شد.
رووسا از کمربند جدید دبلیودبلیوئی سنگین‌وزن جهان رونمایی کردند (تا کمربند سنگین‌وزن جهان که طلایی رنگ بود بازنشسته شود) و آن را به قهرمان جدید یعنی براک لزنر اهدا کردند.
دین امبروز، سث رولینز را که مشغول مصاحبه با رنه یانگ بود قربانی چالش سطل یخ کرد و سپس به او حمله کرد. تریپل ایچ تصمیم گرفت که در همان شب آندو با هم مسابقه دهند و طرفداران دبلیودبلیوئی (WWE Universe) رای بدهند که این مسابقه چه نوع مسابقه‌ای باشد؛ مردم مسابقه پیروزی در هر مکانی مجاز است(به انگلیسی: Falls Count Anywhere match) را انتخاب کردند. امبروز به پیروزی بسیار نزدیک بود تا اینکه کین که گوشه رینگ بود همچون شب پیش در سامراسلم باز هم دخالت کرد و بعد از کش و قوس‌هایی، سر امبروز را روی تعدادی بلوک سیمانی قرار داد تا رولینز فن کورب استومپ را اجرا کرده و با ناک‌اوت پیروز شود. امبروز روی برانکار قرار داده شد و از ورزشگاه خارج شد.
در راو ۲۵ اوت، سزارو در یک مسابقه مجدد مقابل راب ون دم به پیروزی رسید تا رقیب شماره یک شیمس برای کمربند ایالات متحده در شب قهرمانان شود.